# Gare de Luz-Saint-Sauveur
La gare de Luz-Saint-Sauveur est une ancienne gare ferroviaire française de la ligne de Pierrefitte à Luz, située sur le territoire de la commune de Luz-Saint-Sauveur, dans le département des Hautes-Pyrénées, en région Occitanie.
Construite en 1899, elle est ouverte au service ferroviaire en 1901 par la Compagnie des chemins de fer à traction électrique de Pierrefitte, Cauterets et Luz.
Fermée en 1939 elle est restaurée et réaménagée dans les années 1990 et depuis, elle est utilisée comme gare routière.

## Localisation
Elle est située à la limite de la commune de Luz-Saint-Sauveur face à la mairie d'Esquièze-Sère et non loin du Château Sainte-Marie.

## Situation ferroviaire
Établie à 710 mètres d'altitude, la gare terminus de Luz-Saint-Sauveur était située au point kilométrique (PK) ... de la ligne de Pierrefitte à Luz.

## Histoire
Les « Chemins de fer d'intérêt local de Pierrefitte à La Raillère par Cauterets et à Luz-Saint-Sauveur » sont concédés à M. Verstraët et à la maison Lombard-Guérin et Cie de Lyon le 31 janvier 1895. Ils sont déclarés d'utilité publique le 24 juillet de cette même année et la « Compagnie des chemins de fer à traction électrique de Pierrefitte, Cauterets et Luz », qui se substitue aux concessionnaires primitifs, est approuvée par un décret du 11 avril 1896.
La ligne de Luz n'a jamais connu le succès de celle de Cauterets du fait de la concurrence de la route et dès 1934, les services voyageurs jusqu'à Barèges et Gavarnie sont reportés sur autocar. Le fret survit jusqu'en 1939 ; la ligne est alors abandonnée.

## Description
L'ancien bâtiment voyageurs de plan rectangulaire, se compose d'un premier pavillon doté d'un étage et d'un niveau de comble ainsi que d'un second pavillon en rez-de-chaussée inscrit dans la longueur. La bâtisse mêle les inspirations académiques des constructions officielles du XIXe siècle.
Sa modénature soignée est constituée d'encadrements de baies polychromes en briques rouges et en pierres blanches peintes, ainsi que de bandeaux peints en rouge et blanc avec une couverture d'ardoises pyrénéennes et des lucarnes en chien assis.

## Galerie d'images

Sélection de vues de la gare
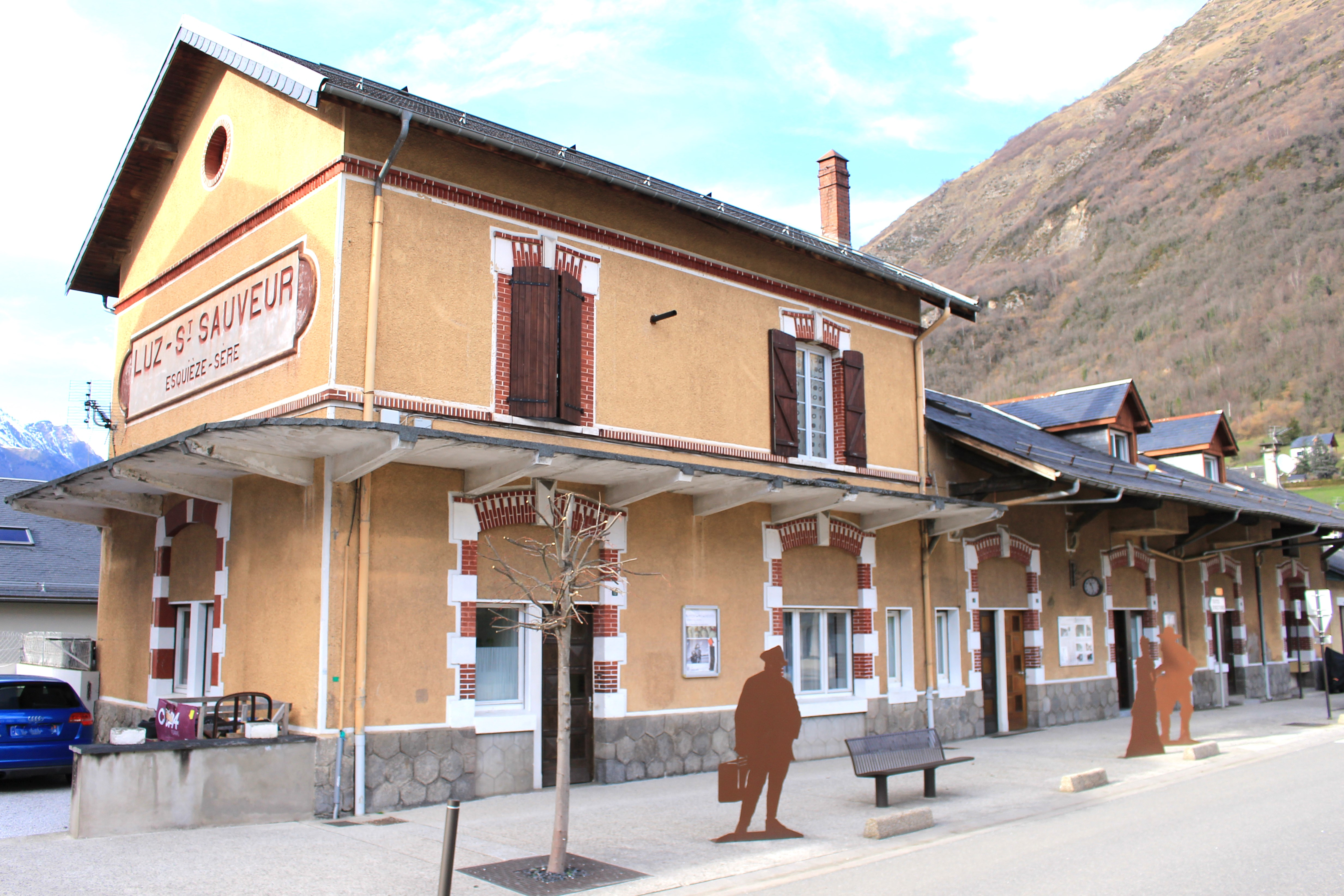
La gare en 2025.
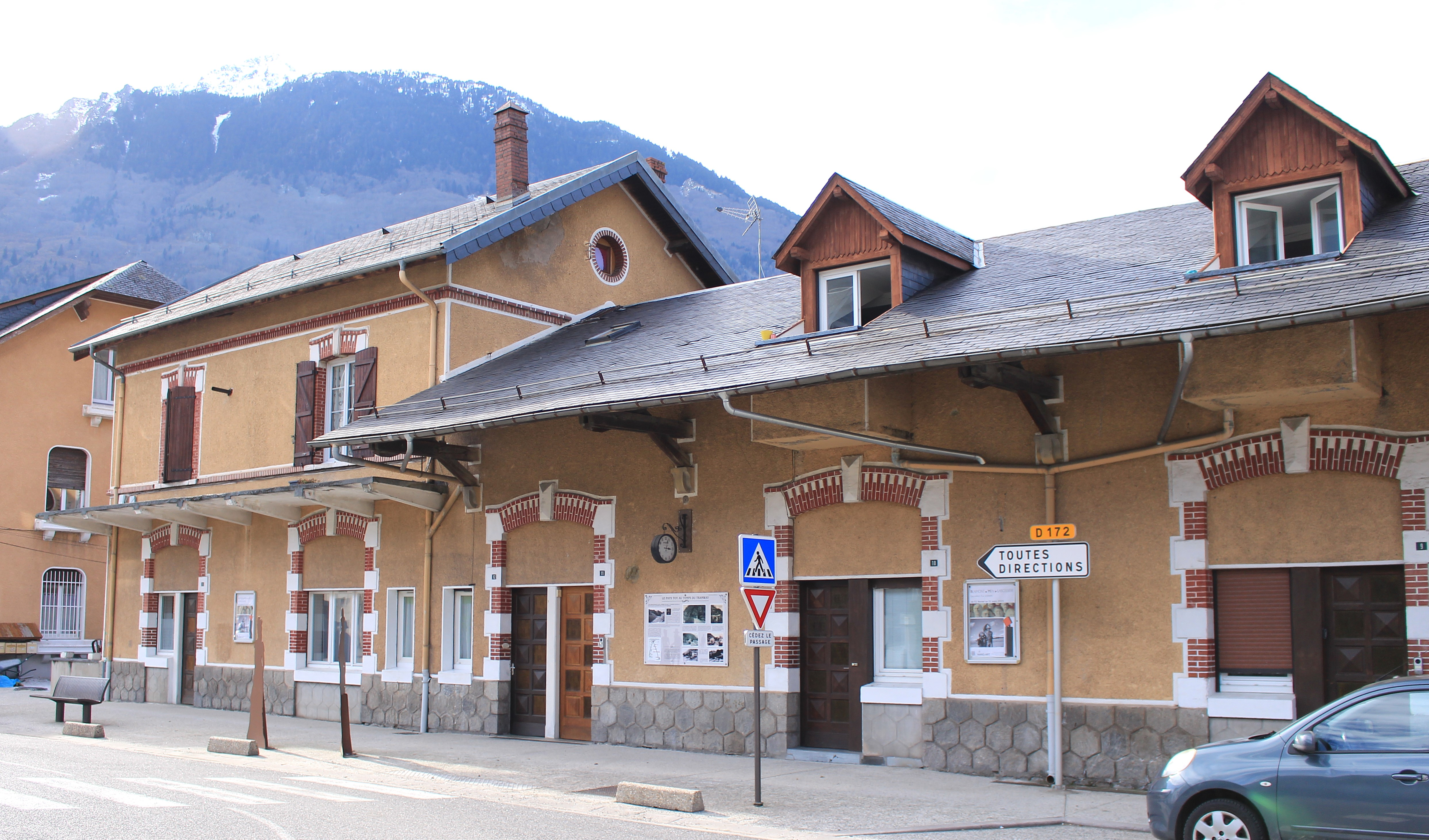
Vue de coté.